# Rábano
Rábano – gmina w Hiszpanii, w prowincji Valladolid, w Kastylii i León, o powierzchni 27,64 km². W 2011 roku gmina liczyła 202 mieszkańców.